# نمل الأمازون
النَّمال الأمازونية (الاسم العلمي Polyergus)، جنس من الجفل (هو نمل كبير الحجم نسبيَا ذو نزعة عدوانية) وفصيلة النمل. أنواعه 14. مولعة بالإغارة على أعشاش غيرها من صغار النمل، لتأسر أفرادها وتسوقها إلى أعشاشها هي حيث تسخرها في خدمتها.